# Konstantin Fjodorowitsch Burow
Konstantin Fjodorowitsch Burow (russisch Константин Фёдорович Буров; * 1854 im Gouvernement Jaroslawl; † 1936 in Moskau) war ein russischer Architekt.

## Leben
Burow erhielt 1899 vom Bautechnik-Komitee des Innenministeriums das Recht, Zivilbau- und Straßenbau-Arbeiten durchzuführen. Er arbeitete als Architekt des Moskauer Rats für Kinderheime. Nach 1900 arbeitete er mit Lew Nikolajewitsch Kekuschew zusammen.
Nach der Oktoberrevolution arbeitete Burow 1924 als Architekt in einem privaten Baubüro.
Burows Sohn war der Architekt Andrei Konstantinowitsch Burow.

## Werke

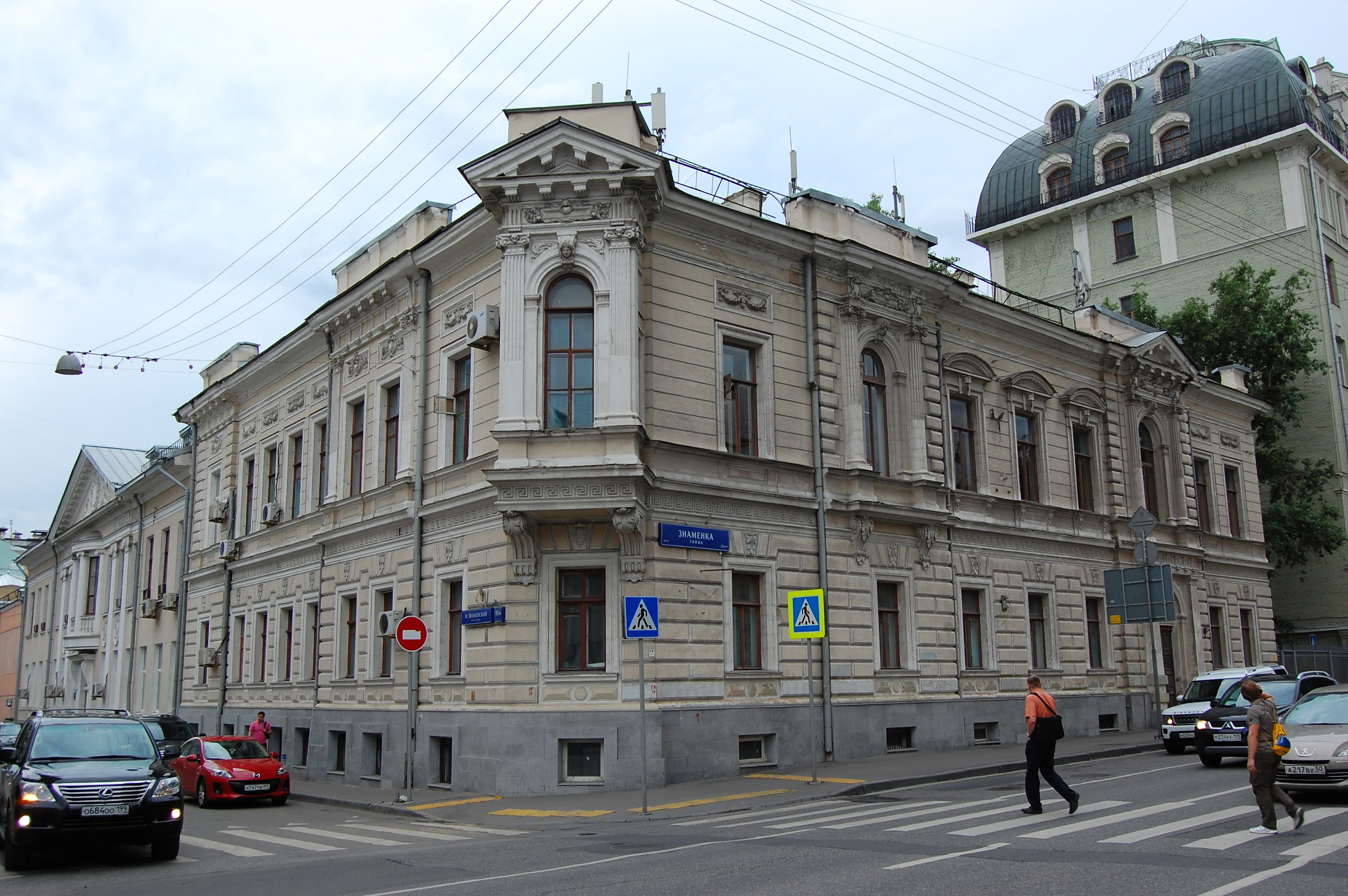
Villa Ponomarjow (1899), Uliza Snamenka 11, Moskau
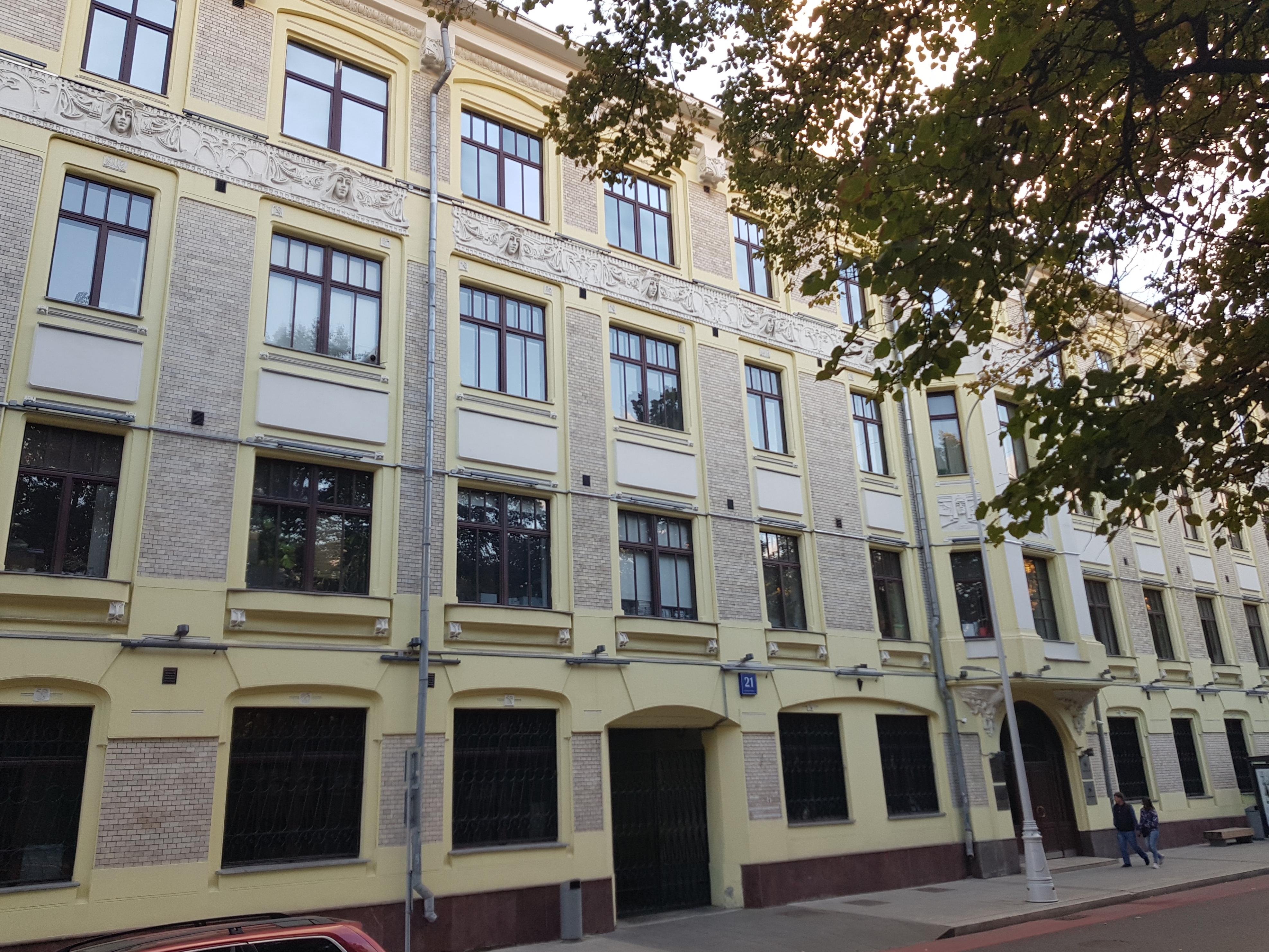
Botscharow-Wohnhaus (1902–1905 mit L. N. Kekuschew), Gogolewski Bulwar 21, Moskau
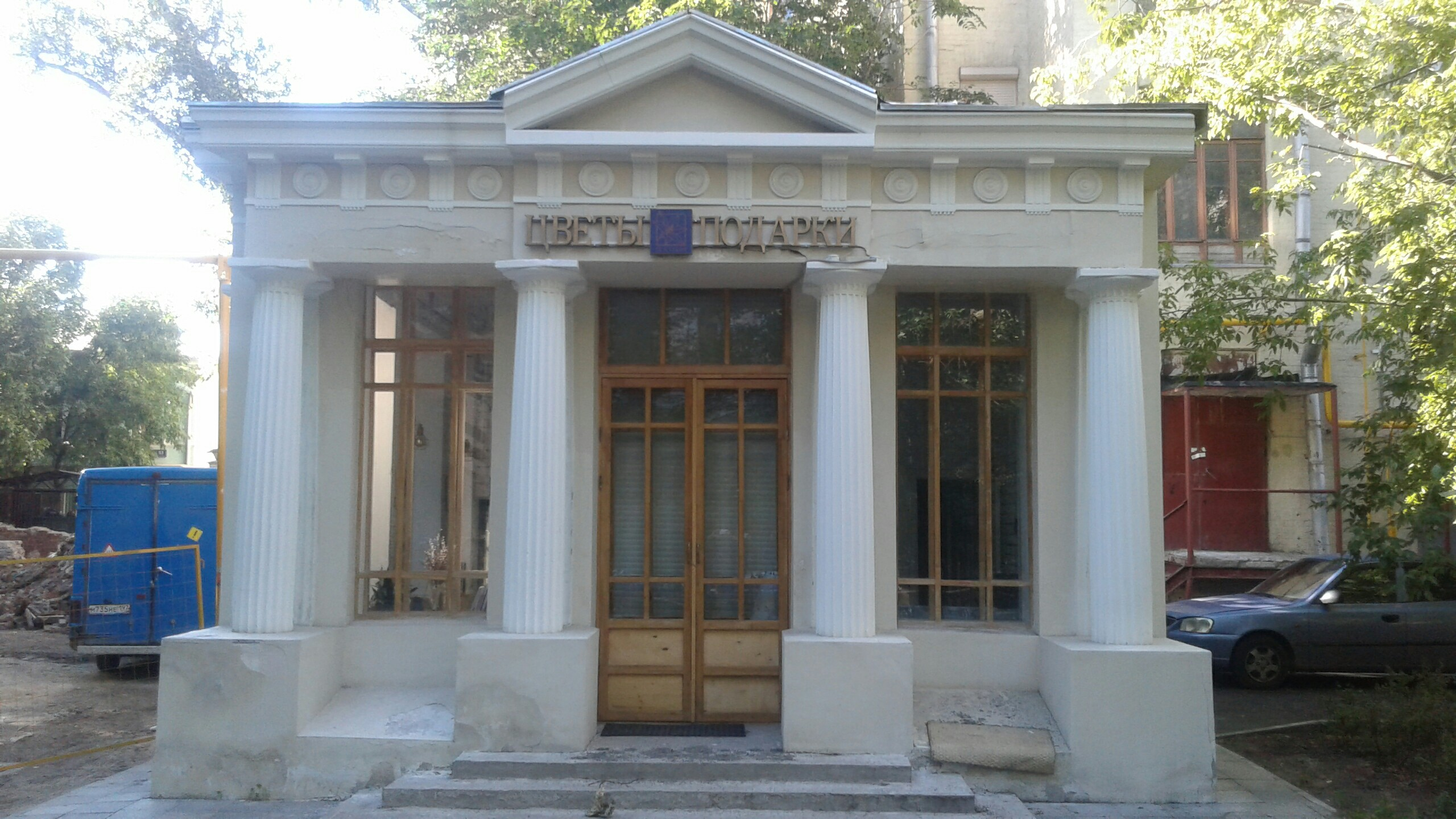
Gartenpavillon (1911), Siwzew-Wraschek-Gasse 42, Moskau